# Ballspielverein Borussia 09 Dortmund 1970-1971
Questa voce raccoglie le informazioni riguardanti il Ballspielverein Borussia 09 Dortmund nelle competizioni ufficiali della stagione 1970-1971.

## Stagione
Nella stagione 1970-1971 il Borussia Dortmund, allenato da Horst Witzler, concluse il campionato di Bundesliga al 13º posto. In Coppa di Germania il Borussia Dortmund fu eliminato agli ottavi di finale dall'Amburgo.

## Rosa
| N. |                       | Ruolo | Calciatore          |
| -- | --------------------- | ----- | ------------------- |
|    | Germania (bandiera)   | P     | Klaus Günther       |
|    | Germania (bandiera)   | P     | Jürgen Rynio        |
|    | Germania (bandiera)   | D     | Hans-Joachim Andree |
|    | Germania (bandiera)   | D     | Klaus Brakelmann    |
|    | Germania (bandiera)   | D     | Ferdinand Heidkamp  |
|    | Germania (bandiera)   | D     | Wolfgang Paul       |
|    | Germania (bandiera)   | D     | Gerd Peehs          |
|    | Montenegro (bandiera) | D     | Branko Rašović      |
|    | Germania (bandiera)   | C     | Theo Bücker         |
|    | Germania (bandiera)   | C     | Hoppy Kurrat        |
|    | Germania (bandiera)   | C     | Willi Neuberger     |
|    | Germania (bandiera)   | C     | Ingo Peter          |

| N. |                     | Ruolo | Calciatore        |
| -- | ------------------- | ----- | ----------------- |
|    | Germania (bandiera) | C     | Theodor Rieländer |
|    | Germania (bandiera) | C     | Wilhelm Sturm     |
|    | Germania (bandiera) | C     | Horst Trimhold    |
|    | Germania (bandiera) | A     | Jürgen Boduszek   |
|    | Germania (bandiera) | A     | Reinhard Fabisch  |
|    | Germania (bandiera) | A     | Sigfried Held     |
|    | Germania (bandiera) | A     | Manfred Ritschel  |
|    | Germania (bandiera) | A     | Jürgen Schütz     |
|    | Germania (bandiera) | A     | Dieter Weinkauff  |
|    | Germania (bandiera) | A     | Werner Weist      |
|    | Germania (bandiera) | A     | Reinhold Wosab    |

## Organigramma societario
Area tecnica
- Allenatore: Horst Witzler
- Allenatore in seconda:
- Preparatore dei portieri:
- Preparatori atletici:

## Calciomercato

### Sessione estiva
| Acquisti | Acquisti         | Acquisti       | Acquisti |
| R.       | Nome             | da             | Modalità |
| -------- | ---------------- | -------------- | -------- |
| A        | Manfred Ritschel | Jahn Ratisbona |          |
| A        | Dieter Weinkauff | Pirmasens      |          |

| Cessioni | Cessioni           | Cessioni               | Cessioni |
| R.       | Nome               | a                      | Modalità |
| -------- | ------------------ | ---------------------- | -------- |
| A        | Karl-Heinz Artmann | LASK                   |          |
| D        | Rudi Assauer       | Werder Brema           |          |
| C        | Dietmar Erler      | Eintracht Braunschweig |          |
| A        | Helmut Heeren      | Olympia Wilhelmshaven  |          |
| D        | Alfred Kohlhäufl   | Jahn Ratisbona         |          |

## Risultati

### Bundesliga

#### Girone di andata
| Arbitro: | Weyland |

|                                   |           |  |
| Weist 12’ Ritschel 52’ Bücker 81’ | Marcatori |  |

| Arbitro: | Lutz |

|              |           |  |
| Rehhagel 50’ | Marcatori |  |

| Dortmund 28 agosto 1970, ore 20:00 CET 3ª giornata | Borussia Dortmund | 0 – 0 referto | Bayern Monaco | Stadio Rote Erde (40 000 spett.)\| Arbitro: \| Horstmann \| |
| Arbitro:                                           | Horstmann         |               |               |                                                             |

| Arbitro: | Ott |

|  |           |           |
|  | Marcatori | 24’ Wosab |

| Arbitro: | Schumann |

|                  |           |                         |
| Wosab 22’ (rig.) | Marcatori | 9’ Rüssmann 45’ Pirkner |

| Arbitro: | Aldinger |

|                            |           |                         |
| Rupp 28’ Biskup 87’ (rig.) | Marcatori | 68’ Weist 77’ Weinkauff |

| Arbitro: | Ott |

|  |           |                |
|  | Marcatori | 27’ Windhausen |

| Arbitro: | Siebert |

|                               |           |  |
| Deppe 18’, 37’ Merkhoffer 63’ | Marcatori |  |

| Arbitro: | Regely |

|                                                     |           |               |
| Trimhold 2’ Bücker 44’ Weist 48’, 87’ Neuberger 59’ | Marcatori | 24’ Heidemann |

| Arbitro: | Meuser |

|                                                  |           |              |
| Olsson 19’, 89’ Weiß 44’, 88’ Haug 50’ Gress 81’ | Marcatori | 22’ Heidkamp |

| Arbitro: | Wengenmayer |

|                                    |           |           |
| Trimhold 7’ Weist 65’ Ritschel 75’ | Marcatori | 77’ Gayer |

| Arbitro: | Redelfs |

|                                   |           |  |
| Winkler 34’ Kremers 54’ Gecks 79’ | Marcatori |  |

| Arbitro: | Bonacker |

|  |           |              |
|  | Marcatori | 14’ Trimhold |

| Arbitro: | Picker |

|                                  |           |  |
| Weinkauff 13’ Rieländer 41’, 49’ | Marcatori |  |

| Arbitro: | Riegg |

|                                    |           |                    |
| Dietrich 17’ Netzer 28’ Köppel 30’ | Marcatori | 77’, 79’ Weinkauff |

| Arbitro: | Schröck |

|               |           |           |
| Weinkauff 56’ | Marcatori | 45’ Hönig |

| Arbitro: | Aldinger |

|                                         |           |               |
| Stiller 12’ Keller 40’, 89’ Reimann 79’ | Marcatori | 87’ Weinkauff |

#### Girone di ritorno
| Arbitro: | Herden |

|                  |           |                          |
| Słomiany 9’, 37’ | Marcatori | 27’, 63’ Held 84’ Bücker |

| Arbitro: | Schulenburg |

|  |           |               |
|  | Marcatori | 19’, 22’ Vogt |

| Arbitro: | Linn |

|                |           |               |
| Brenninger 57’ | Marcatori | 61’ Weinkauff |

| Arbitro: | Kindervater |

|                      |           |  |
| Schütz 88’ Weist 89’ | Marcatori |  |

| Gelsenkirchen 27 febbraio 1971, ore 15:30 CET 22ª giornata | Schalke 04 | 0 – 0 referto | Borussia Dortmund | Glückauf-Kampfbahn (30 000 spett.)\| Arbitro: \| Frickel \| |
| Arbitro:                                                   | Frickel    |               |                   |                                                             |

| Dortmund 5 marzo 1971, ore 20:00 CET 23ª giornata | Borussia Dortmund | 0 – 0 referto | Colonia | Stadio Rote Erde (13 000 spett.)\| Arbitro: \| Hennig \| |
| Arbitro:                                          | Hennig            |               |         |                                                          |

| Arbitro: | Geng |

|                                |           |               |
| Schmidt 2’ Kamp 50’ Lorenz 60’ | Marcatori | 30’ Neuberger |

| Arbitro: | Berner |

|                   |           |           |
| Lorenz 46’ (aut.) | Marcatori | 31’ Deppe |

| Arbitro: | Siepe |

|                                       |           |                               |
| Heidemann 3’, 18’ Budde 77’ Dietz 88’ | Marcatori | 30’ Rieländer 52’, 70’ Bücker |

| Arbitro: | Fuchs |

|                                         |           |               |
| Schütz 28’ (rig.) Ritschel 47’ Held 67’ | Marcatori | 16’ Handschuh |

| Arbitro: | Riegg |

|                                                             |           |                     |
| Horr 20’ (rig.), 75’ (rig.), 86’ Steffenhagen 44’ Gayer 84’ | Marcatori | 54’ Schütz 73’ Held |

| Arbitro: | Herden |

|            |           |           |
| Schütz 17’ | Marcatori | 40’ Weida |

| Arbitro: | Aldinger |

|                                                       |           |                       |
| Schütz 12’, 38’, 60’ Held 18’ Neuberger 27’, 50’, 86’ | Marcatori | 57’ Littek 82’ Rausch |

| Arbitro: | Biwersi |

|                      |           |  |
| Heese 58’ Papies 87’ | Marcatori |  |

| Arbitro: | Riegg |

|                                         |           |                                               |
| Neuberger 6’ Weinkauff 26’ Ritschel 54’ | Marcatori | 35’ Laumen 48’ Heynckes 50’ Sieloff 56’ Vogts |

| Arbitro: | Dittmer |

|                      |           |           |
| Beyer 16’ Dörfel 23’ | Marcatori | 25’ Weist |

| Arbitro: | Fuchs |

|                  |           |                     |
| Ritschel 2’, 24’ | Marcatori | 7’ Keller 55’ Bertl |

### Coppa di Germania
| Arbitro: | Roth |

|  |           |                                      |
|  | Marcatori | 20’, 27’ Ritschel 34’, 40’ Neuberger |

| Arbitro: | Wengenmayer |

|                             |           |               |
| Dörfel 17’ Seeler 94’, 103’ | Marcatori | 56’ Rieländer |

## Statistiche

### Statistiche di squadra
| Competizione      | Punti | In casa | In casa | In casa | In casa | In casa | In casa | In trasferta | In trasferta | In trasferta | In trasferta | In trasferta | In trasferta | Totale | Totale | Totale | Totale | Totale | Totale | DR |
| Competizione      | Punti | G       | V       | N       | P       | Gf      | Gs      | G            | V            | N            | P            | Gf           | Gs           | G      | V      | N      | P      | Gf     | Gs     | DR |
| ----------------- | ----- | ------- | ------- | ------- | ------- | ------- | ------- | ------------ | ------------ | ------------ | ------------ | ------------ | ------------ | ------ | ------ | ------ | ------ | ------ | ------ | -- |
| Bundesliga        | 29    | 17      | 7       | 6       | 4       | 35      | 19      | 17           | 3            | 3            | 11           | 19           | 41           | 34     | 10     | 9      | 15     | 54     | 60     | -6 |
| Coppa di Germania | -     | 0       | 0       | 0       | 0       | 0       | 0       | 2            | 1            | 0            | 1            | 5            | 3            | 2      | 1      | 0      | 1      | 5      | 3      | +2 |
| Totale            | 29    | 17      | 7       | 6       | 4       | 35      | 19      | 19           | 4            | 3            | 12           | 24           | 44           | 36     | 11     | 9      | 16     | 59     | 63     | -4 |

### Andamento in campionato
| Giornata  | 1 | 2 | 3  | 4 | 5  | 6 | 7  | 8  | 9  | 10 | 11 | 12 | 13 | 14 | 15 | 16 | 17 | 18 | 19 | 20 | 21 | 22 | 23 | 24 | 25 | 26 | 27 | 28 | 29 | 30 | 31 | 32 | 33 | 34 |
| --------- | - | - | -- | - | -- | - | -- | -- | -- | -- | -- | -- | -- | -- | -- | -- | -- | -- | -- | -- | -- | -- | -- | -- | -- | -- | -- | -- | -- | -- | -- | -- | -- | -- |
| Luogo     | C | T | C  | T | C  | T | C  | T  | C  | T  | C  | T  | T  | C  | T  | C  | T  | T  | C  | T  | C  | T  | C  | T  | C  | T  | C  | T  | C  | C  | T  | C  | T  | C  |
| Risultato | V | P | N  | V | P  | N | P  | P  | V  | P  | V  | P  | V  | V  | P  | N  | P  | V  | P  | N  | V  | N  | N  | P  | N  | P  | V  | P  | N  | V  | P  | P  | P  | N  |
| Posizione | 1 | 8 | 10 | 6 | 10 | 9 | 11 | 13 | 10 | 12 | 10 | 12 | 10 | 8  | 9  | 9  | 10 | 9  | 13 | 13 | 12 | 12 | 9  | 12 | 12 | 12 | 12 | 13 | 13 | 13 | 13 | 13 | 13 | 13 |

Legenda:

Luogo: C = Casa; T = Trasferta. Risultato: V = Vittoria; N = Pareggio; P = Sconfitta.

### Statistiche dei giocatori
| Giocatore     | Bundesliga | Bundesliga | Bundesliga  | Bundesliga | Coppa di Germania | Coppa di Germania | Coppa di Germania | Coppa di Germania | Totale   | Totale | Totale      | Totale     |
| Giocatore     | Presenze   | Reti       | Ammonizioni | Espulsioni | Presenze          | Reti              | Ammonizioni       | Espulsioni        | Presenze | Reti   | Ammonizioni | Espulsioni |
| ------------- | ---------- | ---------- | ----------- | ---------- | ----------------- | ----------------- | ----------------- | ----------------- | -------- | ------ | ----------- | ---------- |
| H. Andree     | 20         | 0          | 0           | 0          | 1                 | 0                 | 0                 | 0                 | 21       | 0      | 0           | 0          |
| J. Boduszek   | 1          | 0          | 0           | 0          | 0                 | 0                 | 0                 | 0                 | 1        | 0      | 0           | 0          |
| K. Brakelmann | 1          | 0          | 0           | 0          | 0                 | 0                 | 0                 | 0                 | 1        | 0      | 0           | 0          |
| T. Bücker     | 26         | 5          | 0           | 0          | 2                 | 0                 | 0                 | 0                 | 28       | 5      | 0           | 0          |
| R. Fabisch    | 0          | 0          | 0           | 0          | 0                 | 0                 | 0                 | 0                 | 0        | 0      | 0           | 0          |
| K. Günther    | 8          | 0          | 0           | 0          | 0                 | 0                 | 0                 | 0                 | 8        | 0      | 0           | 0          |
| F. Heidkamp   | 20         | 1          | 0           | 0          | 1                 | 0                 | 0                 | 0                 | 21       | 1      | 0           | 0          |
| S. Held       | 32         | 5          | 0           | 0          | 2                 | 0                 | 0                 | 0                 | 34       | 5      | 0           | 0          |
| H. Kurrat     | 30         | 0          | 0           | 0          | 0                 | 0                 | 0                 | 0                 | 30       | 0      | 0           | 0          |
| W. Neuberger  | 33         | 6          | 0           | 0          | 2                 | 2                 | 0                 | 0                 | 35       | 8      | 0           | 0          |
| W. Paul       | 0          | 0          | 0           | 0          | 2                 | 0                 | 0                 | 0                 | 2        | 0      | 0           | 0          |
| G. Peehs      | 24         | 0          | 0           | 0          | 2                 | 0                 | 0                 | 0                 | 26       | 0      | 0           | 0          |
| I. Peter      | 0          | 0          | 0           | 0          | 0                 | 0                 | 0                 | 0                 | 0        | 0      | 0           | 0          |
| B. Rašović    | 31         | 0          | 0           | 0          | 2                 | 0                 | 0                 | 0                 | 33       | 0      | 0           | 0          |
| T. Rieländer  | 18         | 3          | 0           | 0          | 2                 | 1                 | 0                 | 0                 | 20       | 4      | 0           | 0          |
| M. Ritschel   | 34         | 6          | 0           | 0          | 2                 | 2                 | 0                 | 0                 | 36       | 8      | 0           | 0          |
| J. Rynio      | 26         | 0          | 0           | 0          | 2                 | 0                 | 0                 | 0                 | 28       | 0      | 0           | 0          |
| J. Schütz     | 22         | 7          | 0           | 0          | 2                 | 0                 | 0                 | 0                 | 24       | 7      | 0           | 0          |
| W. Sturm      | 5          | 0          | 0           | 0          | 1                 | 0                 | 0                 | 0                 | 6        | 0      | 0           | 0          |
| H. Trimhold   | 18         | 3          | 0           | 0          | 0                 | 0                 | 0                 | 0                 | 18       | 3      | 0           | 0          |
| D. Weinkauff  | 28         | 8          | 0           | 0          | 0                 | 0                 | 0                 | 0                 | 28       | 8      | 0           | 0          |
| W. Weist      | 23         | 7          | 0           | 0          | 1                 | 0                 | 0                 | 0                 | 24       | 7      | 0           | 0          |
| R. Wosab      | 22         | 2          | 0           | 0          | 2                 | 0                 | 0                 | 0                 | 24       | 2      | 0           | 0          |